# Храм Минервы Медики
Храм Минервы Медики (лат. Minerva Medica) — позднеантичная постройка в Риме на улице Джованни Джолитти (via Giovanni Giolitti), недалеко от вокзала Термини. Датируется началом IV века н. э. По одной версии, это был фонтан-нимфеум, по другой — обеденный павильон. В XVI веке Пирро Лигорио ошибочно идентифицировал постройку с известным по античным источникам храмом Минервы-целительницы, и по традиции она именовалась так до XX столетия.
Предположительно, постройка находилась на территории садов, принадлежавших императору Галлиену (Horti Liciniani).
Этот высокий павильон был одним из немногих сохранившихся античных зданий города, объектом интереса архитекторов и живописцев. В 1828 году купол павильона (третий по величине в Риме античный купол после Пантеона и терм Каракаллы) обрушился.  
Диаметр постройки — 25 м, высота первоначально достигала 32 м (сегодня — 24 м). Частично восстановлена в  1942 и 1967 годах.